# Житньоторзька площа
Житньото́рзька пло́ща — площа в Подільському районі міста Києва, місцевість Поділ. Розташована між вулицями Нижнім Валом, Верхнім Валом, на перетині з Житньоторзькою вулицею.

## Історія
Знана як торговельна площа з найдавніших часів і згадується в літописах під назвою Торговище або Торговище Подільське. За часів Київської Русі територія торговища була значно більшою, за деякими даними до нього входила також теперішня Контрактова площа. З XV століття знанаа як Житній торг. Сучасна назва Житньоторжська (рос. Житнеторжская) — з 1869 року, назва — від торгівлі збіжжям, що було тут основним товаром.
На одній стороні площі споруджена будівля Житнього ринку, на іншій — будівля автостанції «Поділ».